# Мирзаджанова, Хабибахон
Хабибахон Мирзаджанова (1910 год, Туркестанский край, Российская империя — дата смерти неизвестна, Таджикская ССР) — звеньевая колхоза имени Максима Горького Ворошиловабадского района Сталинабадской области, Таджикская ССР. Герой Социалистического Труда (1948).

## Биография
Родилась в 1910 году в крестьянской узбекской семье в Туркестанском крае. В послевоенные годы трудилась рядовой колхозницей, звеньевой хлопководческого звена в колхозе имени Максима Горького Ворошиловабадского района.
В 1947 году звено под руководством Хабибахон Мирзаджановой собрало в среднем с каждого гектара по 60,5 центнеров египетского хлопка на участке площадью 5 гектаров. Указом Президиума Верховного Совета СССР от 1 марта 1948 года удостоена звания Героя Социалистического Труда за «получение высокого урожая хлопка при выполнении колхозом обязательных поставок и натуроплаты за работу МТС в 1947 году и обеспеченности семенами зерновых культур для весеннего сева 1948 года» с вручением ордена Ленина и золотой медали «Серп и Молот».
Этим же Указом звание Героя Социалистического Труда получила труженица колхоза имени Максима Горького звеньевая Назокат Муминова.
Дальнейшая судьба не известна.